# 橘ますみ (AV女優)
橘 ますみ（たちばな ますみ、1972年5月16日 - ）は、日本のAV女優。1990年代を代表する巨乳女優の1人である。

## 略歴
東京都出身。1991年、AVデビュー。活動後期には、売れっ子女優が素人男性と絡む『してみませんか?』シリーズにも登場した。引退後はストリップでの公演の他、映画出演や写真集などで復活した。

## 人物
異なるプロフィールがいくつかある。
- XCITYプロフィールでは、身長162cm、B:86・W:58・H:85としている[4]。
- FANZAプロフィールでは、身長162cm、B:84・W:58・H:84としている[5]。
- 「ボディコン・バスターズ」のケース裏面のプロフィールでは、身長162cm、B:86・W:58・H:85としている[6]。

趣味:フラワーアレンジメント
特技:料理

## 出演作品

### アダルトビデオ
1991年
- 傷だらけの女帝 橘ますみ（10月11日、シャイ企画 FE-036）＊デビュー作
- 巨乳姫 失神ヴィーナス 橘ますみ（10月28日、シェール HRC098）
- 快楽の報酬 獣のように 2（11月15日、シャイ企画 FE-039）
- ボディコン女教師 デカパイ（11月21日、スーパークリスタル）
- ボディコンスペシャル（12月13日、シェール）
- ボディコン・バスターズ（12月20日、VIP 8D-087）
- ジェラシー（ウイザード HY-015）

1992年
- バズーカハンター 巨乳令嬢はしぼり好き（1月22日、大陸書房）
- その肉体がフェティシズムに犯された（1月25日、ステラ）
- 月に濡れたふたり（1月30日、クリスタル映像）
- ボディコンどれい（2月6日、SAMM）
- 女教師SPECIAL（2月25日、笠倉出版社）他出演:朝岡実嶺、神代弓子、栗田ひろこ ほか 全7名
- 必殺! 巨乳戦士（3月9日、大陸書房）
- ボディコンエンジェル（3月11日、ビップ）※「ボディコンバスターズ」を編集したもの
- いやらしいくだもの（3月12日、クリスタル映像）
- 制服ワイセツ 巨乳娘にゃかなわない（3月27日、アテナ映像 AS-238）
- BONDAGE FANTASY Vol.15 ULTRA BUSTY 2（3月30日、大洋図書）
- 危ない放課後 女教師スペシャル （4月15日、V&Rプランニング）
- 顔面シャワーエレクト10 PART14（4月23日、クリスタル映像）全10名
- ブラックボックス 3 乱（4月24日、VIP）
- 高級娼婦スペシャル（5月16日、ステラ）
- もて遊ばれて（6月1日、ステラメイト）※「その肉体がフェチズムに犯された」の廉価版
- 爆乳クィーン橘ますみ 濡れて、こすれて、マニョマニョされて（6月11日、SAMM）
- もどり処女（6月15日、ロイヤルアート）
- ネーちゃんのぶっとい乳房 PART.2（6月18日、K.K.タイリク）全8名
- 愛撫という名のもとに（6月19日、ヴェスコインターナショナル）＊「ボディコン女教師 デカパイ」を編集したもの
- ボディコンキャットファイティング（7月1日、ビッグモーカル）
- スーパーボイン 乳ばさみ絶頂娘(7月10日、アテナ映像 AS-253)
- 女体解剖 私の深さは11.8cm（8月28日、アテナ映像 AS-260）
- 制服ごっこ デカパイコスプレ天国（9月22日、明文社）
- Make Up メーキャップ 希志真理子・橘ますみ・浅井理恵・川島ともみ（9月30日、大洋図書）全4名
- Danger Zone いけないEカップ（10月15日、大洋図書）
- Dカップの衝撃（11月15日、ファイブスター）
- 巨乳の生下着 橘ますみ・早川よしみ・石原キキ（11月25日、二見書房）全3名
- リップメイト コレクション（12月1日、ビップ）全5名
- ランジェリー・コレクション Vol.10（12月10日、英知出版）全6名
- AV TOP ギャルズベスト10 5 あぶない贈り物（12月11日 笠倉出版社 AJV33-70）全10名
- 顔面シャワーエレクト10 PART15（12月24日、クリスタル映像）全10名
- 素敵に胸キュン（アダムズ IM-001）
- ますみの醜態性（サファイア MNV-21）
- 無芸淫食（ピア PIV-04）
- ランジェリー大会 濃縮20連発 9 橘ますみ・朝岡実嶺・白石ひとみ ほか（ファイブスター）全10名
- AV痴恵蔵 108人のマドンナたち 2（大陸書房/KKタイリク TFO-45）全36名

1993年
- リップメイト コレクション（1月30日、VIP）全5名
- バーチャルハネムーン（2月12日、V&Rプランニング）
- 世にも異常な物語 夢みるように犯されたい（2月20日、エイトマン）他出演:岡崎結由
- 巨乳姦 あいだももVS橘ますみ（3月15日、ファイブスター）
- 腰がくだけちゃう!（3月26日、笠倉出版社）
- ザ・ONANAIE スペシャル（4月16日、笠倉出版社）全8名
- いけない巨乳館 2 橘ますみ・希志真理子・芹沢あゆみ（4月16日、笠倉出版社）全3名
- 口全ワイセツ 13 悶絶篇（4月29日、SAMM）
- 女帝ますみ（5月5日、ホップビデオ KS-18）
- 女体卍解剖　極上セレクション（6月11日、アテナ映像）他出演:原田ひかり、森下あみい、ほか 全4名
- ザ・昇天スペシャル（7月15日、ホップビデオ）全8名
- レイプ・コア・スペシャル（7月30日、シャイ企画）
- AV巨乳10年史 1（8月16日、笠倉出版社）全25名
- ピチピチ・らぶらぶ（9月14日、HRCホームビデオ）＊「ボディコンスペシャル」を編集したもの
- 美惑（9月29日、KUKI）共演:高野ひとみ
- ランジェリー大会100連発 SPECIAL 2（10月14日、笠倉出版社）全12名
- 平成マドンナ100選 1（11月5日、笠倉出版社 AJV74-48）全25名
- エレクト・アイドル BEST 8（11月20日、芳友舎）全8名
- 岩のように固くいぢめて（11月21日、アリーナ・エンターテインメント）
- 女体精密検査 感じすぎる乳の大きさ（11月29日、明文社）
- あぶない放課後 憧れの女教師スペシャル（12月10日、V&Rプランニング VO-127）他出演:冴島奈緒 ほか 全6名
- 巨乳市場 橘ますみ・岸ゆり・西野美緒・一色麗矢（12月28日、コロナ社）全4名
- 絶叫ボディコンクィーン（チャンプ CMP-001）
- 秘蜜漏洩スキャンダル（ローズマリー・コーポレーション RSM-005）
- 艶乳娘 橘ますみ・牧瀬めぐみ（豊乳サロン HO-001）
- 全身名器（モコ・コーポレーション MOC-001）
- 高級オナペット倶楽部 2（明文社 MA-63）全5名
- 夏彦のD乳コレクション 完結編 橘ますみ・仁科ひとみ・露木陽子・高樹麻世（ヘンタイコーポレーション HC-09）全4名
- 50分まるごとクライマックス 橘ますみマガジン（ヨーヨー YO-003）

1994年
- 只今課外授業中（2月14日、笠倉出版社）全20名
- 高級オナペット倶楽部 7 愛と性の美しき女神たち（2月25日、ステージメディア）他出演:田村香織 ほか 全7名
- スペルマの疼き（2月25日、笠倉出版社）
- 素人参加募集ビデオ 橘ますみとしてみませんか?（3月18日、V&Rプランニング）
- 爆乳 Fカップコレクション（8月12日、ビップ）全7名
- AVプロダクション 初出演!私たち、デビューします 橘ますみ ほか（8月25日、冒険王）＊オムニバス作品
- 艶女まんだら 濡れしぐる女豹たち（8月29日、エイトマン）他出演:麻宮淳子、松本コンチータ、ほか 全4名
- THE 巨乳コレクション（9月11日、アテナ映像）全10名
- 新妻奴隷（9月30日、大洋図書）
- THE 制服コレクション（10月11日、アテナ映像）他出演:白石ひとみ、朝岡実嶺、憂木瞳 ほか 全10名
- AV巨乳年鑑 2（11月7日、笠倉出版社）全33名
- THE アイドルコレクション（12月11日、アテナ映像）全10名
- 120人の美女 AV秘蔵コレクション 2 橘ますみ・松坂季実子・手塚莉絵・後藤えり子 他（12月15日、笠倉出版社）全30名
- 女王様のFuck腰 橘ますみ・卑弥呼（クロスオーバーコーポレーション CRS-003）
- 熱血巨乳ドール 女教師 放課後の絶頂講座（ブルボンコーポレーション）
- 高級オナペット倶楽部スペシャル 平成AV女優6年史（明文社 MA-175）全7名

1995年
- THE 巨乳コレクション 2（1月11日、アテナ映像）全10名
- スーパーD乳コレクション 2（2月25日、イメージボックス AB-0085）全10名
- 高級オナペット倶楽部 9 平成ＡＶ女優史を彩るアイドルたち（2月25日、明文社 MA-230）全5名
- トップアイドル特選名場面集 過激レイプコレクション 橘ますみ・新堂有望・飯島恋・小林ひとみ・庄司みゆき・小田なるみ ほか（8月25日、二見書房 MV-116）＊オムニバス作品
- 平成巨乳伝説 2 卑弥呼・河合美果・橘ますみ・木田彩水・庄司みゆき 他（10月19日、Five Star）全30名
- 高級オナペット倶楽部 10（10月20日、明文社 MA-287）全6名
- 120人美女館 AV10年史 2（11月11日、笠倉出版社）全30名
- 橘ますみBEST ファイナルボディ（アイザック ARA-04）

1996年
- 美乳・巨乳 15年史 ぷるぷる編（8月30日、SAMM）全15名
- 大巨乳 ワイド90分 2（9月24日、笠倉出版社 AJV-7689）全25名
- 暴れる乳首 唇霊淫乱FUCK（パパイア工房 IPP-010）

1997年
- ULTRA BUSTY 2(復刻廉価版)（2月10日、大洋図書）＊「BONDAGE FANTASY Vol.15 ULTRA BUSTY 2」の復刻廉価版
- ザ・爆乳・巨乳・美乳コレクション ワイド90分（6月2日、笠倉出版社 AJV77-56）全9名

1999年
- 女教師スーパーコレクション 1（11月6日、笠倉出版社）全20名
- CHIBUSA 橘ますみ・森川いずみ・小林ひとみ（ベラッジオ BRD-017）全3名

2000年
- 女教師Selection（6月16日、メディアバンク）全50名
- プレミアム大全集 美乳アイドル編（6月16日、メディアバンク AOD-013）全50名
- 巨乳100連発!! 2（7月10日、h.m.p IRV01-48）全12名
- お宝スペシャル AVアイドルFUCK20連発（8月10日、ロイヤルアート）全20名
- 8時間耐久AV（9月29日、ロイヤルアート）全60名
- 美乳×巨乳 CLIMAX 20（10月27日、クリスタル映像）全20名
- 巨乳×爆乳 GRAND PRIX（11月9日、クリスタル映像）全7名
- 本能 4時間 2（12月1日、TMA）全20名

2001年
- 女帝 橘ますみ（2月15日、オー・ケイ出版社 OKV03-75）
- AV20年史 3（3月23日、デジタルドリーム）他出演:飯島愛、井上麻衣、森川いづみ、浅井理恵、沢口梨々子、中沢慶子、朝吹ケイト、天地真理、田口ゆかり、田村香織、野村理沙、松本ちえこ、松坂季実子、加山なつこ、菊島里子、吉川りりあ、五島めぐ、斎藤梨香子、冴島奈緒、山下麻衣、篠宮知、手塚莉絵、葉山レイコほか 全50名
- BUSTY 五島めぐ・冴島奈緒・いとうしいな・樹まり子・橘ますみ 他（3月23日、メディアバンク AMD-040）全12名
- Adult Beauty 55 ベスト10女優 スーパーD乳コレクション（6月28日、ファーストミュージック）全10名
- Allure 2000 vol.2（8月24日、メディアバンク）他出演:小鳩美愛、黛ミキ、真田ゆかり、里見リカ、有森みゆき、麻宮純、五十嵐こずえ 全8名
- お宝ガールズ '91～'95（9月6日、クリスタル映像）全20名
- SPRING BUST 橘ますみ（10月12日、HRC）
- スーパーBAKURETSU 8時間（12月7日、ロイヤルアート）全100名

2002年
- やめて･･･ 3 佐伯裕里・橘ますみ・クミコグレース（3月22日、シャイ企画）全3名
- V＆R大全集 女教師20人。4時間 2（8月21日、V&Rプロダクツ）全20名

2003年
- 有名AV女優たちの発情ラブジュース・スペシャル（1月21日、アリウス）全18名
- 近親家族～大いなる母の乳房～（3月14日、桃太郎映像出版）他出演:横山亜美、奥田ゆな
- クリスタル映像傑作選 ～あのAVをもう一度～（3月21日、クリスタル映像）他多数出演
- 獣のように･BEST SELECTION（4月25日、シャイ企画）全6名
- 巨乳 Queens Deluxe（6月13日、デジタルドリーム）他出演:姫宮エリカ、美樹原礼香、藤谷しおり、沢木まゆみ、沢口みき、松坂季実子、樹まり子、山咲あかり、細川しのぶ、琴野まゆ、観月麗華 全12名
- vintage 橘ますみ（6月23日、エージーエイ）
- プロジェクトXXX AV界を支えた女優たち フェロモン女優セレクション（7月18日、日本メディアサプライ）他出演:吉川りりあ、五十嵐こずえ、工藤ひとみ、北原ななせ、クミコ・グレース、中沢慶子、小鳩美愛 他 全10名
- Re:橘ますみ（7月25日、ロイヤルアート）※「もどり処女」「高級娼婦スペシャル」を収録
- レイプ20年史 Deluxe 1 麻生かおり・美穂由紀・希志真理子・橘ますみ ほか（10月10日、FIVE STAR）全7名
- THE 巨乳FUCKER 4時間（10月24日、メディアバンク）

2004年
- DECADE 橘ますみ（4月23日、ピエロ）
- RE：僕達は忘れない…ウルトラBEST4時間（4月23日、ロイヤルアート）全12名
- CRYSTAL MEMORIES 橘ますみSPECIAL（5月21日、クリスタル映像）※「ボディコン女教師デカパイ」「月に濡れた二人」「いやらしいぐだもの」を収録
- 橘ますみ ～Recollection～（6月18日、シャイ企画）※「愛されずにはいられない」「獣のように 2」「レイプコアスペシャル」を収録
- LEGEND 橘ますみ（6月25日、ロイヤルアート）※「RE:橘ますみ」「その肉体がフェティシズムに犯された」を収録
- 口全ワイセツ BEST 4時間（7月10日、ビデオバンク）全42名
- THE 80s GREATEST IDOLS（8月13日、TMA）他出演:朝岡実嶺、美穂由紀、あいだもも、早見瞳、村上麗奈、白石ひとみ、木田彩水、憂木瞳、立原友香、川浜なつみ、松本まりな、菊池エリ、斉藤唯、桜樹ルイ、山下麻衣、樹ますみ、樹まり子、小林ひとみ、浅倉舞
- The Best of Pierrot 3（10月15日、ピエロ PAR-91）全25名
- LEGEND GIRLS 4（12月3日、HRC）他出演:庄司みゆき、早乙女美紀、赤川絵里、日吉亜衣 全4名

2005年
- CRYSTAL THE BEST 2004 2nd（4月22日、クリスタル映像）多数出演

2006年
- BEST4時間 橘ますみ（3月24日、アトラス21）＊「ボディコン・バスターズ」「その肉体がフェティシズムに犯された」「ブラックボックス3」「高級娼婦スペシャル」を収録
- BEST OF LEGEND　橘ますみ＋（8月11日、デジタルバンク）他出演:藤村美々
- Actrice 6 1985～1995 トップAVアイドル Best 20（9月5日、アイザックTOKYO ZD-10）全20名
- AV黄金期スーパーアイドル20人 たっぷり4時間（9月29日、ロイヤルアート）全20名

2007年
- 濡れしぐる女子校生あふれ出る肉欲。（10月31日、ビデオバンク）＊「濡れしぐる女豹たち/橘ますみ」「女子校生・花MAN開/麻宮淳子」を収録 全6名

2008年
- 橘ますみパーフェクトディスク（5月30日、ロデオドライブ）＊「もどり処女」「その肉体がフェティシズムに犯された」「高級娼婦スペシャル」を収録
- The Best of No.1 橘ますみ Deluxe（11月7日、メディアバンク）
- Legend Special 7 橘ますみ（12月19日、エー・エス・ジェイ）＊「傷だらけの女帝」「獣のようにII」「バズーカハンター 巨乳令嬢はしぼり好き」「ジェラシー」を収録

2009年
- AVアイドル秘宝館5時間（4月25日、ビースバルプロモーション BSDV-270）他出演:朝岡実嶺、桜樹ルイ、あいだもも、憂木瞳、松本まりな、瞳リョウ 全10名
- DECADE GALS SP 02（5月29日、ピエロ PAR-237）他出演:樹まり子、卑弥呼、冴島奈緒、工藤ひとみ、田中露央沙、菊池えり、松本まりな、森川いづみ、木田彩水、林かづき、須磨れい子 全12名
- 口全ワイセツ完全ベスト12時間3枚組（6月21日、ビデオバンク）全48名
- DECADE EX02 橘ますみ（6月26日、ピエロ）

2010年
- クリスタル映像25年史 女優編8時間（6月19日、クリスタル映像）全100名
- h.m.p 48 1990～1999 90年代AVアイドル総決算 8時間2枚組（10月1日、h.m,p）他多数出演
- DECADE EX 32 橘ますみ（12月31日、ピエロ）全40名

2012年
- 美少女AV女優の頂点 1990年代セレクション（1月7日、オールアダルトジャパン）他出演:金沢文子、氷高小夜、鈴木麻奈美、矢沢ようこ、憂木瞳、日吉亜衣、三浦あいか、小沢まどか、北原梨奈、小室友里、夕樹舞子、桜樹ルイ、桜咲れん、朝岡実嶺、五十嵐こずえ、沢木まりえ、椎名舞、森川いづみ、若菜瀬奈、杉本ゆみか、浅倉舞、白石ひとみ、星野ひかる 全24名
- AV女優100人 1 時代とメーカーを越えてセレクション（1月7日、オールアダルトジャパン）全100名
- 巨乳AV女優の頂点 1980～90年代セレクション（2月13日、AV30）他出演:遠野ゆき美、北岡錦、加納瑞穂、藤小雪、松坂季実子、藤谷しおり、川浜なつみ、立原友香、細川しのぶ、瞳リョウ、みなみありす、五島めぐ、冴島奈緒、山咲あかり、加山なつこ、沢口みき、望月ねね、菊池エリ、樹まり子、工藤ひとみ、美里真理、夢野まりあ、奈保子 全24名

2013年
- AVアイドルFUCK20発（5月1日、ロイヤルアート）全20名 ＊2000年に発売したDVDの再発品
- Legend Special VOL.77 橘ますみ（8月23日、エー・エス・ジェイ）＊「もどり処女」「その肉体がフェティシズムに犯された」を収録

2015年
- V＆R 復刻女優 50人（9月11日、V＆R）全50名

発売年不明
- 愛の絶叫（太陽 UP-12）VHS
- Forever フォーエバー 橘ますみ（コレクターズ・システム販売 FOR-13）VHS
- Forever フォーエバー 橘ますみ2（コレクターズ・システム販売 FOR-25）VHS
- 蒼き炎（ビーナス VS-01）VHS
- 獣の戯れ（SUPER DYNAMITE VS-01）VHS
- ヌルリン 秘唇の雫 橘ますみ・美樹あゆみ（ビューティペアーカンパニー BTY-005）VHS
- MAN乳固め（ラバーズコーポレーション LS-05）VHS
- バク烈巨乳最前線 揉んでしゃぶってコネくって（サンフラワー SUF-001）VHS
- フェアリー（フェアリー FAIV-001）VHS
- 狂乱世紀末（Wジャパン）VHS
- 巨乳物語（花子と太郎 HT-009）VHS
- 未公開映像収録（サクラジャパン MAZ-008）VHS
- コレクター北条満編集 1 騎乗位狂い淫乱30人（コレクターズ・システム販売 HJM-01）VHS 全30名
- コレクター北条満編集 45 完全絶頂コレクション痙攣60人E（コレクターズ・システム販売 HJM-45）VHS 全60名
- コレクター北条満編集 騎乗位狂い狂い淫乱女20人（イメージボックス MD-22）VHS 全20名
- 超絶頂伝説 1 麗しの巨乳＆美乳編（VHS、まんかい30 MKS-001）全30名

### 映画
- 超ボディコンOL 後ろから前から（改題:快楽熟女 したい、いきたい）（1998年4月24日公開、エクセス）監督:浜野佐知 -主演[7]

### Vシネマ・オリジナルビデオ
- AV大病院 白衣の下はスッポンポン!（1993年7月5日、マクザム）監督:大沼栄太郎[8]

## 出版

### 写真集
- アダルトギャルの危ない下着 白石ひとみ・藤本聖名子・吉沢あかね・橘ますみ ほか（1992年6月25日、大陸書房）
- 橘ますみ写真集 女教師巨乳授業（1992年10月25日、マドンナ社/二見書房）撮影:三上泰史 ISBN 9784576921365
- 文庫サイズ写真集 マドンナメイト・カタログ Part.6 橘ますみ・白石ひとみ・露木陽子 ほか（1993年1月25日、マドンナ社）ISBN 9784576921891
- ボンデージ写真集 THRILL（1993年8月10日、英知出版）撮影:小野麻早 ISBN 9784754213398
- デカダンス ボンデージ＆マニアック写真集 秋本詩織・橘ますみ・高倉みなみ ほか（1993年12月25日、メディアックス）
- 清水清太郎写真集 ポルノティック 林かれん・美里真里・橘ますみ ほか（1994年9月9日、竹書房）撮影:清水清太郎 ISBN 9784884759162
- ボンテージ写真集 DESIRE 橘ますみ・安藤有里・泉京子 全3名（1994年9月15日、英知出版）撮影:小野麻早 ISBN 9784754213718
- AVコレクション あの感激をもう一度 白石ひとみ・橘ますみ・小林愛美 ほか（1996年11月1日、コンパス）ISBN 9784906407569

### 雑誌
- Girl Friends 1992年2月号（若生出版）
- TOP TEN MATE 1992年2月号、1993年6月号（若生出版）
- URECCO 1992年3月号、4月号、6月号、10月号、1993年5月号（ミリオン出版）
- マスカットノート 1992年4月号（大洋書房）
- D-CUP LINGERIE No.4（1992年9月15日、光彩書房）
- Caren倶楽部 1992年10月号（大洋書房）
- スーパー投稿ドッキン 1992年11月号（ダイアプレス）
- VIRGIN SHOCK 1993年1月号（司書房）
- エクスタシー・ビザール バスト・コンシャス（1993年4月25日、司書房）
- NUCU VOL.7（1993年7月16日、みのり書房）
- TOPAZ Vol.2（1993年7月31日、英知出版）
- デラべっぴん 1993年8月号（英知出版）
- more PAW 1993年9月号（KKベストセラーズ）
- BI-MONTHLY PHOTOGRAPHIX SUPER G NO.1 全裸号（1993年10月10日、海王社）
- ザ・テンメイ 1993年11月号（竹書房）
- オレンジ通信 1994年5月号（東京三世社）
- BIG4特別編集 seitaro 永久保存版 総集編（1995年8月26日、竹書房）

## 外部サイト
- 橘ますみ (AV女優) - X CITY AVアイドル名鑑